# Velden (Limbourg néerlandais)
Pour les articles homonymes, voir Velden.
Velden est un village situé dans la commune néerlandaise de Venlo, dans la province du Limbourg. Le 1er janvier 2007, le village comptait 5 190 habitants.

## Nées à Velden
- Reinold Wiedemeijer (21 octobre 1967), arbitre de football